# Merényi Gyula
Merényi Gyula (Kassa, 1892. október 27. – Prága, 1925. március 17.) lírikus költő, író.

## Élete
Tanulmányait szülővárosában és 1913-ban a bécsi kereskedelmi akadémián végezte. 1918-ban tért haza az első világháborúból. Jogi, orvosi és filológiai felsőfokú tanulmányokat is folytatott.
1919-ben újságírói pályára lépett. Előbb kassai lapoknál dolgozott (Kassai Újság, Kassai Napló), majd a Prágai Magyar Hírlap szerkesztője lett. Halála után is jelentek meg versei és írásai a lapban. A Tűz munkatársa is volt. Tátrában gyógyittatta tüdőbaját, melyből nem sikerült felépülnie és fiatalon hunyt el.
Kassán helyezték örök nyugalomra.

## Művei
- 1920 A halál alléja. Kassa (versek)
- 1921 Rosa Mystica. Kassa (versek)
- 1922 Korona és dollár (dráma, bem. a Kassai Nemzeti Színházban)
- Gyönyör (dráma)